# American Ballet Theatre
American Ballet Theatre (även ABT) är ett balettkompani i New York,1937 grundades The Mordkin Ballet som skulle bli en del av grunden till ABT som grundades 1940. Baletten håller till i The Metropolitan Opera House. ABT:s mest kända ballerina är Misty Copeland.